# Aethomys chrysophilus
Aethomys chrysophilus је врста глодара из породице мишева (лат. Muridae). 

## Распрострањење
Ареал врсте Aethomys chrysophilus обухвата већи број држава. 
Врста је присутна у следећим државама: Јужноафричка Република, Ангола, Кенија, Намибија, Замбија, Зимбабве, Танзанија, Боцвана и Малави.

## Станиште
Станишта врсте су шуме, саване и екосистеми ниских трава и шумски екосистеми. 

## Угроженост
Ова врста је наведена као последња брига, јер има широко распрострањење и честа је врста.